# Licq
Trong tin học, Licq là một phần mềm tự do bắt chước theo trình khách ICQ gốc chạy trên Linux và các hệ thống Unix khác. Các phiên bản mới hơn hỗ trợ ICQ/AIM và MSN. Licq có rất nhiều chức năng so với trình khách gốc và không có quảng cáo, không như trình khách của AOL. Thêm vào đó, nó có khả năng mã hoá tin nhắn sử dụng SSL khi giao tiếp với bên kia nếu cũng sử dụng Licq hoặc climm hoặc SIM (nhưng Licq không chứng nhận những trình không phải là Licq nhưng có khả năng hỗ trợ SSL). Mã hoá thông qua GPG được hỗ trợ qua phần mở rộng.
Licq phát hành dưới giấy phép GNU General Public License. Giao diện người dùng mặc định sử dụng Qt, và các giao diện khác, như dòng lệnh hoặc GTK+, được sử dụng thông qua phần mở rộng.